# Miniopterus aelleni
Miniopterus aelleni es una especie de murciélago de la familia Vespertilionidae.

## Distribución geográfica
Es  endémica de Madagascar.